# Kenneth Birkedal
Kenneth Birkedal (født 19. november 1965) er en dansk tidligere fodboldspiller, der efter sit virke som fodboldspiller har været akupunktør.
Han har spillet omkring 160 kampe og lavet 8 mål i landets bedste fodboldrække.
Han spillede i sin aktive fodboldkarriere for klubber som Boldklubben Frem og B 1903. Han spillede desuden 29 kampe for Danmarks U/19-fodboldlandshold med tre mål til følge.